# Personaggi di Star Wars: The Clone Wars

Alcuni personaggi della serie (Yoda e i tre cloni Jek, Thire e Rys) nel primo episodio di The Clone Wars

Questa voce contiene un elenco dei personaggi del film e della serie animata Star Wars: The Clone Wars, facente parte del franchise di Guerre stellari. I doppiatori principali della serie includono Matt Lanter, James Arnold Taylor, Ashley Eckstein, Dee Bradley Baker, Catherine Taber, Tom Kane, Anthony Daniels, Ian Abercrombie, Corey Burton, Terrence Carson, Nika Futterman e Matthew Wood.
Gli attori dei film della saga di Guerre stellari che sono tornati a riprendere i loro ruoli per The Clone Wars sono Matthew Wood, che ha dato la voce ai droidi da battaglia e al Generale Grievous, Ahmed Best è ancora Jar Jar Binks (anche se Binks è stato doppiato da B. J. Hughes in tre primi episodi), Anthony Daniels interpreta nuovamente C-3PO, Peter Mayhew come Chewbecca, Daniel Logan come le voci dei cadetti cloni e del giovane Boba Fett, Liam Neeson come Qui-Gon Jinn, e Pernilla August come Shmi Skywalker. Torna anche Mark Hamill, ma per interpretare Darth Bane. Inoltre, Samuel L. Jackson e Christopher Lee hanno ripreso il ruolo di Mace Windu e del Conte Dooku solo nel film del 2008 Star Wars: The Clone Wars.
Nell'episodio Sconvolgimento della stagione finale sono state utilizzate registrazioni originali, tratte dal film La vendetta dei Sith, di Hayden Christensen come Anakin Skywalker, Samuel L. Jackson come Mace Windu e Ian McDiarmid come Palpatine. Ahsoka Tano e Darth Maul sono stati interpretati tramite motion capture da Lauren Mary Kim e Ray Park − che riprende il suo ruolo da La minaccia fantasma − esclusivamente per le scene di duello dell'episodio L'apprendista fantasma.

## Cast
- Legenda:      Personaggio principale;      Personaggio ricorrente;      Guest;      Non appare.

| Personaggio                 | Doppiatore                              | Stagioni | Stagioni | Stagioni | Stagioni | Stagioni | Stagioni | Stagioni |
| Personaggio                 | Doppiatore                              | 1        | 2        | 3        | 4        | 5        | 6        | 7        |
| --------------------------- | --------------------------------------- | -------- | -------- | -------- | -------- | -------- | -------- | -------- |
| Anakin Skywalker            | Matt Lanter Hayden Christensen          |          |          |          |          |          |          |          |
| Obi-Wan Kenobi              | James Arnold Taylor                     |          |          |          |          |          |          |          |
| Ahsoka Tano                 | Ashley Eckstein                         |          |          |          |          |          |          |          |
| Capitano Rex                | Dee Bradley Baker                       |          |          |          |          |          |          |          |
| Padmé Amidala               | Catherine Taber                         |          |          |          |          |          |          |          |
| Yoda                        | Tom Kane                                |          |          |          |          |          |          |          |
| Mace Windu                  | Terrence C. Carson Samuel L. Jackson    |          |          |          |          |          |          |          |
| Palpatine / Darth Sidious   | Ian Abercrombie Tim Curry Ian McDiarmid |          |          |          |          |          |          |          |
| Conte Dooku / Darth Tyranus | Corey Burton Christopher Lee            |          |          |          |          |          |          |          |
| Asajj Ventress              | Nika Futterman                          |          |          |          |          |          |          |          |
| Generale Grievous           | Matthew Wood                            |          |          |          |          |          |          |          |
| Darth Maul                  | Sam Witwer                              |          |          |          |          |          |          |          |

## Personaggi principali

### Anakin Skywalker
Anakin Skywalker (film, stagioni 1-7): cavaliere Jedi, generale durante le guerre dei cloni, padawan di Obi-Wan Kenobi e maestro di Ahsoka Tano, è uno dei personaggi principali. Nonostante dimostri di essere ancora molto impulsivo e ribelle, il fatto di avere una padawan lo rende più responsabile e giudizioso. Grande amico di Ahsoka e Obi-Wan, è sposato segretamente con la senatrice Padmé Amidala. Agli inizi della prima stagione ha un ruolo di primaria importanza nella distruzione della temuta nave separatista Malevolence. Nella terza stagione è al centro di tre puntate in cui viene attirato sul pianeta Mortis da tre esseri che voglio accertarsi che sia davvero il "Prescelto", ovvero colui che riporterà equilibrio nella Forza, che invece scopriranno con loro rammarico che lui è destinato a divenire un Sith. Verso la fine della guerra riuscirà a scagionare Ahsoka dalle accuse di attentatrice e assassina ma non riuscirà a convincerla a restare ancora nell'ordine Jedi. In inglese è doppiato da Matt Lanter, Hayden Christensen e Ben Burtt, mentre in italiano da Marco Vivio.

### Obi-Wan Kenobi
Obi-Wan Kenobi (film, stagioni 1-7): maestro Jedi, membro del consiglio Jedi, generale durante le guerre dei cloni e amico di Anakin Skywalker e Ahsoka Tano, è uno dei personaggi principali. Rispetto ad Anakin e Ahsoka, ha un carattere calmo e tranquillo ed è molto sarcastico. In passato ha avuto una relazione con la duchessa Satine di Mandalore che però, causa del suo status di Jedi, ha dovuto lasciare. Nel corso della serie, si scontra più volte con Asajj Ventress e Grievous, riuscendo ad avere quasi sempre la meglio. Nella quarta stagione, Obi-Wan deve riconfrontarsi con un vecchio nemico: Darth Maul, che era stato apparentemente ucciso dal Jedi tempo prima. Dopo due scontri in cui esce sconfitto, Maul, conquistato il trono di Mandalore, riesce ad avere la sua vendetta su Obi-Wan uccidendo la sua vecchia fiamma Satine. In inglese è doppiato da James Arnold Taylor, mentre in italiano da Francesco Bulckaen.

### Ahsoka Tano
Ahsoka Tano (film, stagioni 1-7): di razza togruta, la padawan di Anakin Skywalker è uno dei personaggi principali. Spesso troppo impulsiva, dimostra una spiccata intelligenza e un carattere ribelle. Inizialmente utilizza una spada laser impugnandola al contrario, a partire dalla terza stagione, ne utilizzerà due. Nel corso della serie Ahsoka diventa più matura e responsabile, tanto che, nell'episodio La messe, le vengono affidati quattro iniziati Jedi, impegnati nella ricerca del cristallo kyber, cuore della spada laser. Alla fine della quinta stagione, è accusata di aver provocato un attentato nel tempio Jedi, ma in realtà è un piano ordito da Barriss Offee. Dopo essere stata scagionata grazie alle indagini svolte da Anakin, decide di lasciare l'ordine Jedi nell'ultima puntata Il Jedi sbagliato. In inglese è doppiata da Ashley Eckstein, e interpretata da Lauren Mary Kim, mentre in italiano è doppiata da Erica Necci.

### Capitano Rex
Il Capitano Rex (film, stagioni 1-7): CT-7567, anche conosciuto con il nome di Rex, è un clone capitano e grande amico dei Jedi, in particolare di Anakin Skywalker, Obi-Wan Kenobi e Ahsoka Tano. Si distingue per le sue grandi doti di combattente, tanto da venire eletto capitano della Legione 501. In qualità di vicecomandante di Anakin, disapprova la sua tendenza al dibattito piuttosto che allo scontro diretto. Nella quarta stagione, insieme ad altri cloni della sua unità, si rende protagonista di un'insubordinazione ai danni del generale traditore Pong Krell In inglese è doppiato da Dee Bradley Baker, mentre in italiano da Alessandro Ballico.

### Padmé Amidala
Padmé Amidala (film, stagioni 1-7): senatrice e rappresentante del pianeta natale Naboo presso il Senato, Padmé è segretamente sposata con Anakin Skywalker. Svolge diverse missioni diplomatiche, come quando viene mandata assieme a Jar Jar Binks su Rodia per convincere il suo vecchio amico Onaconda Farr a schierarsi con la Repubblica. Riuscì ad impedire la contaminazione del virus Blue Shadow su Naboo, seppur venendo lei stessa infettata e riuscì a fermare in tempo la senatrice Lolo, che aveva assassinato Farr. Quando Ahsoka venne accusata dell'omicidio di Letta Turmond, Padmé intervenne in difesa dell'amica, partecipando al processo come pubblica difesa. In inglese è doppiata da Catherine Taber, mentre in italiano da Federica De Bortoli.

### Yoda
Yoda (film, stagioni 1-7): è il gran maestro del consiglio Jedi e uno dei più potente membri dell'ordine insieme a Mace Windu. Fa la sua prima apparizione nell'episodio pilota della prima stagione, in cui si reca sulla luna di Toydaria, nel tentativo di convincere il re Katuunko ad allearsi con la Repubblica Galattica ma qui si dovrà scontrare con Asajj Ventress. Nella quinta stagione, accompagna, insieme ad Ahsoka Tano, sul pianeta Ilum alcuni iniziati Jedi, impegnati nella ricerca del cristallo kyber. Nelle ultime puntate della sesta stagione, guidato dalla voce di Qui-Gon Jinn, cerca di comprendere come mantenere il proprio spirito dopo la morte attraverso numerose prove che lo metteranno a dura prova. In inglese è doppiato da Tom Kane, mentre in italiano da Sandro Pellegrini (film, st. 1-6), Bruno Alessandro (st. 6) e da Ambrogio Colombo (st. 7).

## Personaggi secondari

### Introdotti nel film
- Asajj Ventress (film, stagioni 1, 3-5): è stata per lungo tempo allieva e sicaria del Conte Dooku prima di fare ritorno tra le Sorelle della Notte. Qui cerca la sua vendetta contro il suo vecchio maestro inviandogli come suo apprendista Savage Opress ma questi, coinvolto in un letale gioco di vendette tra Asajj e Dooku, si ribella ad entrambi. Dopo lo sterminio delle Sorelle della Notte, diventerà una cacciatrice di taglie. Aiutò poi Ahsoka Tano, dopo che essa era stata ingannata e coinvolta in un complotto per toglierla di mezzo. In inglese è doppiata da Nika Futterman, mentre in italiano da Alessandra Cassioli.
- Mace Windu (film, stagioni 1-7): maestro Jedi e membro del consiglio Jedi, Windu è uno dei più grandi Jedi viventi. Svolge il ruolo di alto generale Jedi su diversi fronti, venendo incaricato di liberare il pianeta Ryloth, occupato da Wat Tambor e dalle forze separatiste, riuscendoci grazie anche all'aiuto di Anakin, Obi-Wan, Ahsoka e del leader twi'lek Cham Syndulla. Gestisce le operazioni di sicurezza del cancelliere Palpatine su Naboo, in occasione della festa della luce, poiché un gruppo di cacciatori di taglie voleva rapire il cancelliere. Insieme a Jar Jar Binks, salva la regina Julia e il suo popolo nel sistema di Bardotta da Madre Talzin che volle impossessarsi dell'essenza della Forza di Julia secondo un antico rituale sulla luna Zardossa Stix. Nel film, in inglese è doppiato da Samuel L. Jackson, mentre in italiano da Alberto Angrisano. Nella serie in inglese è doppiato da Terrence C. Carson e da Samuel L. Jackson.[12]
- Plo Koon (film, stagioni 1-7): è un maestro Jedi e membro del consiglio Jedi kel dor. Sul pianeta Shili trovò la piccola Ahsoka Tano, e decise di portarla a Coruscant per farla diventare Jedi. Nella prima stagione si scontra con una nave separatista, la Malevolence guidata dal Generale Grievous e dal Conte Dooku. Nella sesta stagione, durante una ricognizione, trovò, su una luna non identificata di Oba Diah, i resti di uno shuttle Jedi e, al suo interno, una spada laser dalla lama blu che si rivelò poi essere quella appartenuta a Sifo-Dyas in passato. In inglese è doppiato da James Arnold Taylor, mentre in italiano da Sergio Di Stefano (ep. 1x2-3x7) e da Mario Bombardieri (ep. 3x14-6x10).
- Kit Fisto (film, stagioni 1-6): è un maestro Jedi e membro del consiglio Jedi, nato sul pianeta Glee Anselm. All'inizio della quarta stagione, svolge un ruolo importante nella battaglia di Mon Cala assieme ad Anakin, Ahsoka e all'Ammiraglio Ackbar, dove sconfigge l'esercito del comandante separatista Riff Tamson. In inglese è doppiato da Phil LaMarr, mentre in italiano da Fabrizio Temperini.
- Luminara Unduli (film, stagioni 1-2, 4, 6): è una maestra Jedi mirialan, membro del consiglio Jedi e generale della Repubblica Galattica. Le fu inoltre assegnato l'importante compito di trasportare il viceré Nute Gunray, catturato sul pianeta Rodia su Coruscant. Tuttavia, sulla nave Tranquillity ha dovuto confrontarsi con Asajj Ventress, che aveva l'obiettivo di liberare il viceré. Nel duello l'apprendista Sith ebbe la meglio, e la Jedi fu salvata solo grazie all'intervento di Ahsoka. Tuttavia la missione fallì e Gunray fu liberato. Insieme alla sua padawan Barriss Offee è riuscita a fermare la produzione di droidi da battaglia sul pianeta Geonosis. In inglese è doppiata da Olivia d'Abo, mentre in italiano da Selvaggia Quattrini.
- C-3PO (film, stagioni 1-4): è il droide personale della Senatrice Padmé Amidala, di aspetto antropomorfo è addetto al protocollo. Conosce più di sei milioni di forme di comunicazione, compreso, dunque, il linguaggio della sua controparte, il piccolo astrodroide R2-D2. In inglese è doppiato da Anthony Daniels (suo interprete nei film), mentre in italiano da Mino Caprio.
- Onaconda Farr (film, stagioni 1-3): è il Senatore di Rodia al Senato della Repubblica durante le guerre dei cloni. È amico di famiglia della Senatrice Padmé Amidala fin da quando questa era una bambina, tanto che lei lo chiamava "zio Ona", considerandolo un membro della famiglia. Viene ucciso nell'episodio La guerra del senato della seconda stagione dalla sua aiutante, Lolo Purs, nel Senato Galattico bevendo una sostanza velenosa solo per i rodiani, creata da alcuni scienziati kaminoani. In inglese è doppiato da Dee Bradley Baker, mentre in italiano da Dario De Grassi.
- R2-D2 (film, stagioni 1-7): è un droide specializzato nell'interfacciarsi con ogni sorta di computer, attivare ogni macchinario come ascensori, ed abile nelle riparazioni. Proveniente dal pianeta Naboo, è dotato di una buona dose di umorismo. È bravo a prendere certe iniziative impiegando metodi a volte poco ortodossi per aiutare i suoi amici. È l'inseparabile compagno del droide protocollare C-3PO e droide personale di Anakin Skywalker.
- Wullf Yularen (film, stagioni 1-7): è l'ufficiale navale della Repubblica Galattica, agli ordini della flotta del Generale Jedi Anakin Skywalker e spesso si preoccupa dell'apparente attrazione del Generale Jedi verso le tattiche più pericolose. È un ufficiale molto preciso e ligio al dovere, ossessionato da regole e sicurezza. In inglese è doppiato da Tom Kane, mentre in italiano da Gino La Monica (st. 1-3, 6) e da Stefano Oppedisano (st. 7).
- Cody (film, stagioni 1-7): CC-2224, meglio conosciuto come "Cody", è un clone comandante della Compagnia Fantasma, un'unità del 212º Battaglione d'attacco del Grand'Esercito della Repubblica, guidata dal Generale Obi-Wan Kenobi. È amico del capitano Rex e del Generale Kenobi. Ha preso parte, tra le altre, alla battaglia di Christophsis e alla seconda battaglia di Geonosis. In inglese è doppiato da Dee Bradley Baker, mentre in italiano da Riccardo Scarafoni (nelle prime due stagioni) e da Alessandro Ballico (nelle successive).
- Sheev Palpatine / Darth Sidious (film, stagioni 1-7): eletto Cancelliere Supremo della Repubblica Galattica durante le guerre dei cloni, in seguito al voto di sfiducia a Finis Valorum, Palpatine altri non è che il Signore Oscuro dei Sith Darth Sidious, il maestro del Conte Dooku e il vero burattinaio dei Separatisti. Nel conflitto i poteri del Cancelliere arrivarono al punto di poter invocare lo stato di emergenza, che gli dà la possibilità di intervenire nelle politiche planetarie esterne. Con Palpatine che chiede sempre più "misure di sicurezza" sotto forma di poteri di emergenza, molti senatori iniziano a indietreggiare da lui, formando una solida opposizione. In inglese è stato doppiato da Ian Abercrombie (film, st. 1-6[22]), Tim Curry[23] (st. 5-6[24]), e Ian McDiarmid (st. 7[12]), mentre in italiano da Carlo Reali (st. 1-6) e da Gianni Giuliano (st. 7).
- Conte Dooku / Darth Tyranus (film, stagioni 1-6): Signore Oscuro dei Sith e allievo di Darth Sidious, il Conte Dooku (il cui nome da Sith è Darth Tyranus) è stato per settant'anni uno Jedi prima di passare al Lato Oscuro della Forza. È a capo della Confederazione Separatista durante le guerre dei cloni. Nella terza stagione, su ordine di Darth Sidious, Dooku cerca di eliminare Ventress ma lei sopravvive al tentativo di assassinio e tenterà di vendicarsi del suo maestro insieme a Savage Opress, che si è infiltrato come apprendista di Dooku. Questo però, nel momento in cui Ventress e Savage si scontrano con lui, si dimostra più forte di entrambi riuscendo ad avere alla fine la meglio. In seguito organizzò un attentato, poi fallito, per rapire il Cancelliere Palpatine con l'aiuto di alcuni cacciatori di taglie. Nel film, in inglese è doppiato da Christopher Lee, mentre in italiano da Rodolfo Bianchi. Nella serie, in inglese è doppiato da Corey Burton.
- Generale Grievous (film[25], stagioni 1-5, 7[26]): è un freddo generale e brillante stratega, ed è a capo dell'armata dei droidi della Confederazione dei Sistemi Indipendenti, meglio conosciuta come Confederazione Separatista, durante le guerre dei cloni. È a capo della potentissima nave da battaglia Malevolence, dotata di un cannone ionico capace di immettere una potente onda di energia ionizzata, in seguito distrutta dalle armate della Repubblica. Questo cyborg è conosciuto come cacciatore di Jedi, di cui colleziona le spade laser per usarle in battaglia. In inglese è doppiato da Matthew Wood (suo interprete nei film), mentre in italiano da Massimo Rossi.
- Nute Gunray (film[25], stagioni 1-2): è il viceré della Federazione dei Mercanti durante il periodo delle guerre dei cloni, ed un membro del consiglio separatista. Il viceré, fallito il mancato accordo con il senatore rodiano Onaconda Farr, viene arrestato dalla senatrice Padmé Amidala e dal rappresentante Jar Jar Binks della Repubblica. Verrà in seguito liberato dalla sicaria di Dooku Asajj Ventress. In inglese è doppiato da Tom Kenny, mentre in italiano da Dante Biagioni.
- Wat Tambor (film[25], stagioni 1, 5, 7): è il leader della Tecno Unione, favorevole alla causa separatista. Appartenente alla razza degli skakoani, come molti dei suoi simili ossessionati dalla tecnologia, il suo organismo è in parte organico e in parte meccanico. Fin dall'inizio non esitò a mettere a disposizione l'esercito di droidi da battaglia della Tecno Unione e le tecnologie per produrre armi micidiali per combattere le forze della Repubblica. Ha messo in ginocchio il mondo di Ryloth ma, grazie all'intervento di Mace Windu, Obi-Wan Kenobi, Anakin Skywalker e Ahsoka Tano, il pianeta viene liberato dalla sua morsa. In inglese è doppiato da Matthew Wood e in italiano da Massimo Gentile nella prima stagione e da Alessandro Budroni nella settima.
- Ziro the Hutt (film, stagioni 1, 3): è uno dei più grandi criminali della Galassia. Dopo essere stato arrestato per aver rapito il figlio di Jabba the Hutt, fa ritorno nell'ultimo episodio della prima stagione in cui verrà liberato dal cacciatore di taglie Cad Bane e dal suo gruppo di cacciatori di taglie. In seguito Ziro viene messo in gabbia dalle famiglie degli Hutt ma riuscirà a fuggire grazie a Sy Snootles. Tutti gli inseguitori, compreso Bane, rintracciano la madre di Ziro, che gli indica Teth come luogo della fuga; una volta arrivati alla tomba del padre, la ragazza di Ziro si rivela però essere una cacciatrice di taglie che lo elimina restituendo il suo diario a Jabba. In inglese è doppiato da Corey Burton, mentre in italiano da Luca Dal Fabbro.
- Jabba the Hutt (film, stagioni 1, 3, 5): nipote di Ziro the Hutt, è un signore della guerra Hutt di circa 600 anni, che utilizza un vasto seguito di criminali, cacciatori di taglie, contrabbandieri, assassini e guardie del corpo per gestire il suo impero criminale. Nel suo palazzo sul pianeta desertico Tatooine tiene a sua disposizione molti intrattenitori, schiavi, droidi e creature aliene. In inglese è doppiato da Kevin Michael Richardson.
- Rotta the Hutt (film, stagione 3): è il figlio del criminale Hutt Jabba, restituito al padre dopo essere stato rapito da Ziro the Hutt. Viene chiamato "Puzzolo" da Ahsoka Tano, nel film Star Wars: The Clone Wars. In inglese è doppiato da David Acord.

### Introdotti nella prima stagione
- Aayla Secura (stagioni 1-2, 5-7): è un cavaliere Jedi di razza twi'lek e generale durante le guerre dei cloni. Su Quell ingaggiò uno scontro in inferiorità numerica con la flotta separatista, trovandosi in grande difficoltà e quindi Anakin e Ahsoka vengono inviati a soccorrerla. Nella puntata Atterraggio di fortuna, Aayla Secura, insieme ad Anakin, Ahsoka e alcuni cloni, finisce sul pianeta Maridun, in cui aiuteranno i lurmen a difendersi dai Separatisti. In inglese è doppiata da Jennifer Hale, mentre in italiano da Irene Di Valmo.
- Aurra Sing (stagioni 1-3): è una cacciatrice di taglie ed ex apprendista Jedi. Nell'ultimo episodio della prima stagione Ostaggi si renderà protagonista, insieme a Cad Bane e ad altri cacciatori di taglie, nella liberazione di Ziro the Hutt, prigioniero della Repubblica. Nell'episodio I cadetti della seconda stagione, Aurra Sing tenterà, senza riuscirci, di uccidere il maestro Jedi Mace Windu insieme ad altri tre cacciatori di taglie: Boba Fett, Bossk e Castas. Più tardi fu ingaggiata da Ziro the Hutt per uccidere la senatrice Amidala, ma fu fermata da Ahsoka Tano e portata in prigione. In inglese è doppiata da Jaime King,[27] mentre in italiano da Rachele Paolelli (st. 2-3).
- Bail Organa (stagioni 1-6): membro del Senato galattico originario di Alderaan, è fermamente contrario (come la Senatrice Padmé Amidala) alle guerre dei cloni. In inglese è doppiato da Phil LaMarr, mentre in italiano da Saverio Indrio.
- Boost (stagioni 1-4): è un clone al servizio del comandante Wolffe nella squadra Wolfpack, un'unità del 104º Battaglione d'attacco del Grand'Esercito della Repubblica, guidata dal Generale Plo Koon. Si trovava sullo star destroyer Triumphant quando questo e altri due ingaggiarono la superarma del Generale Grievous, la Malevolence, nel sistema Abregado. Boost riuscì a salvarsi su un guscio di salvataggio insieme anche al Maestro Plo Koon, il sergente Sinker e Wolffe. In inglese è doppiato da Dee Bradley Baker, mentre in italiano da Alessandro Ballico.
- Cad Bane (stagioni 1-4): è un cacciatore freddo, crudele, spietato, senza scrupoli e pronto a tutto pur di essere pagato per il suo lavoro. Dopo la morte di Jango Fett il titolo di miglior cacciatore di taglie della galassia è suo. Indossa sempre un grosso cappello ed era spesso accompagnato da Todo 360, un droide del servizio tecnico. Nella puntata Ostaggi Bane, Aurra Sing, Shahan Alama, Robonino e un droide assassino IG entrarono nel Senato e presero in ostaggio alcuni senatori per ottenere in cambio la liberazione di Ziro the Hutt, riuscendoci. Successivamente venne assoldato da Darth Sidious per rubare un olocrone dal Tempio Jedi. Viene arrestato nell'episodio L'enigma della verità dopo un tentativo di rapimento ai danni del Cancelliere Palpatine. Quando poi fu organizzato un complotto dal conte Dooku per rapire il cancelliere Palpatine, Obi-Wan si finse un cacciatore di taglie, Rako Hardeen, per poter incastrare Bane e Moralo Eval. Al complotto parteciparono anche i cacciatori di taglie Embo, Twazzi e Derrown, ma esso fallì e Bane ed Eval furono arrestati. In inglese è doppiato da Corey Burton[28], mentre in italiano da Pasquale Anselmo[29], Francesco Meoni (nella terza stagione di The Bad Batch) e Rodolfo Bianchi[30].
- Cutup (stagioni 1, 3): CT-4040, noto semplicemente come "Cutup" è un clone soldato che serve nella squadra "Domino" su Kamino per il Grand'Esercito della Repubblica. Ha effettuato l'addestramento insieme agli altri membri della squadra Hevy, Droidbait, Echo e Fives, riuscendo dopo numerose prove a superarlo. È il migliore amico di Echo. In inglese è doppiato da Dee Bradley Baker, mentre in italiano da Alessandro Ballico.
- Droidbait (stagioni 1, 3): CT-00-2010, noto anche con il soprannome di "Droidbait", è un clone soldato che serve nella squadra "Domino" su Kamino per il Grand'Esercito della Repubblica. Dopo aver superato l'addestramento con la squadra Domino su Kamino, è stato inviato, insieme a Hevy, Echo, Cutup e Fives, sulla luna di Rishi. Muore ucciso dai droidi Separatisti. In inglese è doppiato da Dee Bradley Baker, mentre in italiano da Alessandro Ballico.
- Hevy (stagioni 1, 3): CT-782, conosciuto col soprannome di "Hevy" è un clone soldato che serve nella squadra "Domino" su Kamino per il Grand'Esercito della Repubblica. CT-782 si guadagnò ben presto il soprannome "Hevy" grazie alla sua passione e conoscenza delle armi pesanti. Hevy, fece parte dello squadrone Domino durante il suo addestramento su Kamino, riuscendo a superare le prove e dimostrando di poter combattere nelle legioni della Repubblica. Durante una missione con la squadra Domino sulla luna di Rishi, a causa di un malfunzionamento dell'esplosivo, si sacrifica per salvare i suoi compagni. In inglese è doppiato da Dee Bradley Baker, mentre in italiano da Alessandro Ballico.
- Nala Se (stagioni 1-2, 6-7): è una senatrice kaminoana nel periodo delle guerre dei cloni. Lei è il medico scienziato capo su Kamino, e uno dei principali ingegneri dell'esercito dei cloni. In inglese è doppiata da Gwendoline Yeo, mentre in italiano da Francesca Fiorentini (st. 6) e Mirta Pepe (The Bad Batch)
- Orn Free Taa (stagioni 1-3): è un twi'lek di sesso maschile, che rappresenta il suo pianeta natale Ryloth nel Senato galattico durante gli anni della Repubblica. In inglese è doppiato da Phil LaMarr, mentre in italiano da Toni Orlandi.
- Riyo Chuchi (stagioni 1-3, 5-6): è una pantorana, senatrice di Pantora presso il Senato galattico durante le guerre dei cloni. In inglese è doppiata da Jennifer Hale, mentre in italiano da Eleonora Reti (st. 1) e da Chiara Gioncardi (st. 3).
- Jar Jar Binks (stagioni 1, 3-4, 6): è un gungan (un umanoide anfibio) proveniente dal pianeta Naboo, goffo e con una strana parlata. È il rappresentante dei gungan nella delegazione senatoriale, durante le guerre dei cloni. Nella prima stagione gli viene affidata la spedizione di salvataggio di Obi-Wan Kenobi e Anakin Skywalker, tenuti prigionieri insieme al Conte Dooku dal pirata Hondo Ohnaka su Florrum. Su Rodia, poi, riuscì ad aiutare la senatrice Amidala nella cattura del leader Separatista Nute Gunray facendosi scambiare dai droidi per un Jedi (poiché portava un mantello marrone). Nella sesta stagione, fu inviato nel sistema di Bardotta assieme a Mace Windu dove riesce a salvare la regina Julia (di cui era innamorato) e il suo popolo da Madre Talzin, la leader delle Sorelle della Notte, che voleva impossessarsi dell'essenza della Forza di Julia. In inglese è doppiato da Ahmed Best (suo interprete nei film), salvo che per tre episodi della prima stagione in cui è doppiato da B. J. Hughes, mentre in italiano da Christian Iansante.
- Katuunko (stagioni 1, 3): è il re di Toydaria, durante le guerre dei cloni. Compare, per la prima volta, nel primo episodio della serie Il duello in cui, grazie all'intervento decisivo di Yoda, decise di stringere un'alleanza con la Repubblica Galattica. Muore nell'episodio Lealtà e tradimento della terza stagione, ucciso dallo zabrak Savage Opress. In inglese è doppiato da Brian George, mentre in italiano da Gerolamo Alchieri.
- Echo (stagioni 1-3, 7): CT-21-0408, soprannominato "Echo", è un clone soldato al servizio del capitano Rex della Compagnia Torrent, un'unità della 501ª Legione d'attacco del Grand'Esercito della Repubblica, guidata dal Generale Anakin Skywalker. Il suo nomignolo derivava dal fatto che ripete le regole e procedure standard stabilite per i cloni, a tutti i suoi commilitoni. Come si nota nella puntata L'unione fa la forza, inizia il suo addestramento con la squadra "Domino". Apparentemente morto nel tentativo di salvataggio del Maestro Jedi Even Piell, fa ritorno nell'episodio Un'eco lontana, nel quale, tenuto segregato dai Separatisti, viene liberato da Rex e dalla Bad Batch. In inglese è doppiato da Dee Bradley Baker, mentre in italiano da Mauro Magliozzi nella prima stagione e da Alessandro Ballico nelle successive.
- Fives[31] (stagioni 1-6): CT-27-5555, conosciuto anche come ARC-5555 e redesignato in seguito come CT-5555 (per via del suo codice di matricola) si diede il soprannome di "Fives". È un clone soldato al servizio del capitano Rex della Compagnia Torrent, un'unità della 501ª Legione d'attacco del Grand'Esercito della Repubblica, guidata dal Generale Anakin Skywalker. Iniziò il suo addestramento con la squadra "Domino", insieme, tra gli altri, a Echo. Nel tentativo di salvare un suo commilitone scopre la presenza di un chip nel cervello dei cloni, inserito per l'attuazione dell'ordine 66. Incastrato dal Cancelliere e dai Caminoani e drogato viene ucciso dagli altri cloni dopo un tentativo di aggressione ai danni di Palpatine. In inglese è doppiato da Dee Bradley Baker, mentre in italiano da Luca Scaglia nella prima stagione e da Alessandro Ballico nelle successive.
- Sinker (stagioni 1, 3-4): è un clone soldato sergente al servizio del comandante Wolffe nella squadra Wolfpack, un'unità del 104º Battaglione d'attacco del Grand'Esercito della Repubblica, guidata dal Generale Plo Koon. Si trovava sulla Triumphant quando la nave e altri due star destroyer seguirono l'arma segreta del Generale Grievous fino ad Abregado. La Malevolence distrusse tutti e tre gli incrociatori, ma Sinker, insieme al Generale Jedi Plo Koon, Boost e Wolffe, riuscì a fuggire con un guscio di salvataggio. In inglese è doppiato da Dee Bradley Baker, mentre in italiano da Alessandro Ballico.
- Wolffe (stagioni 1-6): CC-3636, noto semplicemente come "Wolffe", è un clone a capo della squadra Wolfpack, un'unità del 104º Battaglione d'attacco del Grand'Esercito della Repubblica, guidata dal Generale Plo Koon. Insieme a quest'ultimo, è stato inviato nell'attacco al vascello da guerra del Generale Grievous, la Malevolence. Mentre si confrontavano con la nave nemica, tutti i componenti del Wolfpack furono eliminati salvo Plo Koon, Wolffe, e i clone trooper Sinker e Boost. In inglese è doppiato da Dee Bradley Baker, mentre in italiano da Alessandro Ballico.
- Boil (stagioni 1-2, 4) è un clone soldato al servizio del comandante Cody nella Compagnia Fantasma, un'unità del 212º Battaglione d'attacco del Grand'Esercito della Repubblica, guidata dal Generale Obi-Wan Kenobi. Amico del clone Waxer, su Ryloth, durante la missione di liberazione del pianeta, fa amicizia con Numa, una bambina di razza twi'lek. Ha servito i Jedi Anakin Skywalker, Obi-Wan Kenobi e Ahsoka Tano nella missione su Kiros, alla ricerca dei togruta resi schiavi. In inglese è doppiato da Dee Bradley Baker, mentre in italiano da Riccardo Scarafoni nella prima stagione e da Alessandro Ballico nelle successive.
- Waxer (stagioni 1-2, 4): è un clone soldato al servizio del comandante Cody nella Compagnia Fantasma, un'unità del 212º Battaglione d'attacco del Grand'Esercito della Repubblica, guidata dal Generale Obi-Wan Kenobi. Durante la liberazione di Ryloth, insieme al compagno Boil, stringe un forte legame con una bambina twi'lek di nome Numa. Partecipa alla Battaglia di Umbara, pianeta in cui troverà la morte da parte del Generale Krell. In inglese è doppiato da Dee Bradley Baker, mentre in italiano da Alessandro Ballico.
- Numa (stagione 1): è una bambina twi'lek che vive nella città di Nabat sul pianeta Ryloth. Durante l'invasione dei Separatisti su Ryloth, Numa riuscì a fuggire e visse nella città abbandonata. Più tardi la Repubblica lanciò un contrattacco per liberare il pianeta e i suoi abitanti. Durante la conseguente battaglia Numa fece amicizia con due cloni, Waxer e Boil, che erano in ricognizione a Nabat. Raggiunsero il Generale Obi-Wan Kenobi a cui Numa mostrò il sistema di tunnel in cui si era nascosta, che usarono per attaccare i droidi che controllavano Nabat e liberare i twi'lek catturati. Durante la battaglia, Numa ritrovò suo zio, Nilim Bril.[32] In inglese è doppiata da Catherine Taber.
- Nuvo Vindi (stagione 1): è uno scienziato Separatista di razza Faust, ossessionato dal ricreare l'ormai estinto virus "Blue Shadow", una piaga mortale idrica che ha provocato la morte istantanea e non ha cura conosciuta. Compare per la prima volta, nell'episodio Il virus Blue Shadow della prima stagione. In inglese è doppiato da Michael York,[33] mentre in italiano da Ambrogio Colombo.
- Gregar Typho (stagioni 1-4, 6): è il capo della sicurezza del palazzo di Theed su Naboo e della senatrice Padmé Amidala. Ha coordinato le misure di sicurezza per la conferenza della senatrice Amidala su Alderaan, dove Ahsoka Tano sventò un tentativo di assassinio da parte di Aurra Sing. Guidò le forze di sicurezza su Naboo anche in occasione della Festa della Luce per proteggere il Cancelliere Supremo Palpatine da alcuni cacciatori di taglie al soldo del Conte Dooku. In inglese è doppiato da James Mathis III, mentre in italiano da Massimo Bitossi.
- Hondo Ohnaka (stagioni 1-2, 5): è un pirata weequay e il capo di una banda di pirati della sua stessa specie, la Ohnaka Gang, su Florrum. Hondo è un pirata molto furbo, astuto e coraggioso, dotato di una buona dose di umorismo e di indulgenza verso chi si dimostra audace nei suoi confronti. Fa la sua prima apparizione nell'episodio La cattura del conte Dooku della prima stagione, in cui imprigionano Dooku per venderlo alla Repubblica per un milione di crediti in Spezia. Alcuni suoi pirati decideranno in seguito di allearsi con il Sith Darth Maul e suo fratello Savage Opress, i quali volevano formare un impero criminale. Ohnaka aiutò Obi-Wan Kenobi e Adi Gallia per fermare i due Sith ma questi, dopo un combattimento, riuscirono a fuggire rocambolescamente. In inglese è doppiato da Jim Cummings, mentre in italiano da Pasquale Anselmo.
- Cham Syndulla (stagioni 1, 3): è guerriero twi'lek che ha avuto un ruolo determinante nella liberazione di Ryloth, dall'oppressione dei Separatisti. Inizialmente Syndulla si oppose alla Repubblica Galattica e al senatore del suo pianeta, Orn Free Taa, poiché riteneva che Taa non si curasse dei problemi del suo popolo. Fu così che fondò i "Combattenti per la libertà twi'lek", di cui è anche il leader. Dopo che il Maestro Jedi Mace Windu arrivò su Ryloth con le forze repubblicane per liberare il pianeta, Syndulla mise da parte i suoi dissapori e si alleò con la Repubblica, riuscendo a sconfiggere i Separatisti. È il padre di Hera Syndulla, uno dei protagonisti di Star Wars Rebels nonché membro dell'Alleanza Ribelle. In inglese è doppiato da Robin Atkin Downes, mentre in italiano da Enrico Di Troia (st. 1).

### Introdotti nella seconda stagione
- Lott Dod (stagioni 2-3, 6): senatore neimoidiano della Federazione dei Mercanti all'inizio delle guerre dei cloni, è un maestro della manipolazione politica e burocratica. È molto legato al senatore di Scipio Rush Clovis, aiutandolo a cercare di finanziare una fabbrica di droidi su Geonosis assieme a Poggle il Minore. In inglese è doppiato da Gideon Emery, mentre in italiano da Franco Zucca (st. 2-3).
- Trench (stagioni 2, 6-7): è un ammiraglio separatista di razza harch. Fa la sua prima apparizione nella seconda stagione, nell'episodio Gatto e topo. Viene ucciso da Anakin Skywalker sulla sua nave nell'orbita di Anaxes. In inglese è doppiato da Dee Bradley Baker, mentre in italiano da Gerolamo Alchieri (st. 2, 6) e Francesco De Francesco (st. 7).
- Mas Amedda (stagioni 2-6): ricopre la carica di vicepresidente del Senato galattico, dapprima come aiutante del Cancelliere Supremo Finis Valorum, in seguito di Palpatine. In inglese è doppiato da Stephen Stanton e in italiano da Massimo Gentile.
- Eeth Koth (stagioni 2-6): è un maestro Jedi di razza zabrak, membro del consiglio Jedi. Durante le guerre dei cloni affronta il Generale Grievous sulla sua nave, dopo che egli lo aveva attaccato, e gli tenne testa, ma poi viene catturato; viene poi liberato da Anakin, Obi-Wan e Adi Gallia. In inglese è doppiato da Chris Edgerly, mentre in italiano da Francesco Prando.
- Adi Gallia (stagioni 2-6): è una maestra Jedi e membro del consiglio Jedi. Partecipò, assieme a Obi-Wan e ad Anakin, alla missione per salvare il collega Eeth Koth dalle grinfie del Generale Grievous, che lo aveva tenuto prigioniero. Muore nella puntata Il maestro e l'apprendista, per mano di Savage Opress che la trafigge con la sua spada laser. Riappare brevemente nella sesta stagione in visione a Yoda. In inglese è doppiata da Angelique Perrin e in italiano da Cinzia Villari.
- Ki-Adi-Mundi (stagioni 2-7): è un maestro Jedi, di razza cereana, membro del consiglio Jedi e generale durante le guerre dei cloni. Guida un battaglione nella presa definitiva di Geonosis. In inglese è doppiato da Brian George (st. 1-6) e Silas Carson (st. 7[12]), mentre in italiano da Franco Zucca (st. 2) e da Stefano Alessandroni (st. 5-6).
- Barriss Offee (stagioni 2, 4-6): padawan della maestra Jedi Luminara Unduli, di razza mirialana come Barriss. Amica della padawan Ahsoka Tano, le due riuscirono a sfuggire dalle macerie di una fabbrica di droidi su Geonosis. Verso la fine delle guerre dei cloni, Barriss passò al Lato Oscuro e tentò di far incastrare la sua amica Ahsoka come l'esecutrice dell'attentato al Tempio Jedi. Smascherata da Anakin Skywalker, dichiarò in Senato che a suo parere i Jedi erano i veri responsabili della Guerra. In inglese è doppiata da Meredith Salenger, mentre in italiano da Perla Liberatori.
- Jocasta Nu (stagioni 2-3, 6): è il guardiano degli archivi Jedi durante le guerre dei cloni. Jocasta convinse il Maestro Jedi Tera Sinube ad aiutare Ahsoka Tano a ricercare la sua spada laser, che le era stata rubata, poiché era un grande investigatore. In inglese è doppiata da Flo DiRe e in italiano da Gabriella Genta.
- Tera Sinube (stagioni 2, 5-6): è un anziano Maestro Jedi di specie cosiana. Vista la sua anzianità, non prende parte a nessuna missione fino a quando Jocasta Nu, non gli propone di aiutare Ahsoka Tano a ritrovare la sua spada laser. In inglese è doppiato da Gregory Baldwin, mentre in italiano da Dante Biagioni.
- Mon Mothma (stagioni 2-6): è la senatrice di Chandrila nel periodo della Repubblica Galattica. Ha buoni rapporti d'amicizia con la senatrice di Naboo Padmé Amidala e col senatore di Alderaan Bail Organa. In inglese è doppiata da Kath Soucie e in italiano da Michela Alborghetti.
- Hardcase (stagioni 2, 4): conosciuto come "Hardcase", è un clone soldato al servizio del capitano Rex della Compagnia Torrent, un'unità della 501ª Legione d'attacco del Grand'Esercito della Repubblica, guidata dal Generale Anakin Skywalker. Compare per la prima volta nell'episodio Il disertore della seconda stagione. In inglese è doppiato da Dee Bradley Baker, mentre in italiano da Alessandro Ballico.
- Jesse (stagioni 2, 4-6, 7): CT-5597, conosciuto anche come "Jesse", è un clone soldato (ed in seguito un ARC Trooper) al servizio del capitano Rex della Compagnia Torrent, un'unità della 501ª Legione d'attacco del Grand'Esercito della Repubblica, guidata dal Generale Anakin Skywalker. Fa la sua prima apparizione nella seconda stagione, nell'episodio Il disertore. Promosso durante la guerra a ARC Trooper, si unisce al gruppo di cloni speciali, i Bad Batch. In inglese è doppiato da Dee Bradley Baker, mentre in italiano da Alessandro Ballico.
- Kix (stagioni 2, 4, 6-7): CT-6116, soprannominato "Kix", è un clone medico al servizio del capitano Rex della Compagnia Torrent, un'unità della 501ª Legione d'attacco del Grand'Esercito della Repubblica, guidata dal Generale Anakin Skywalker. Fa la sua prima apparizione nell'episodio Il disertore della seconda stagione. Ritorna nell'arco narrativo di Umbara nella quarta stagione, in cui combatte al fianco di Rex contro il generale Krell. Nel progetto Legacy, si unisce alla squadra Clone Force 99, soprannominata Bad Batch. In inglese è doppiato da Dee Bradley Baker, mentre in italiano da Alessandro Ballico.
- Boba Fett (stagioni 2, 4): figlio del celebre cacciatore di taglie Jango Fett, ucciso dal Maestro Jedi Mace Windu, Boba compare per la prima volta nell'episodio I cadetti della seconda stagione, in cui tenterà di vendicarsi uccidendo Windu, senza riuscirci, insieme alla cacciatrice Aurra Sing. Poi tentarono di ucciderlo con le loro mani cercando di attirare la sua attenzione con tre ostaggi che lo avrebbero attirato su Florrum, sede della base pirata di Hondo Ohnaka: anche qui il tentativo andò a vuoto perché il Maestro Jedi Plo Koon e Ahsoka Tano si recarono là al posto e catturarono nuovamente Boba. In inglese è doppiato da Daniel Logan (suo interprete ne L'attacco dei cloni).[34] In italiano è doppiato da Alessio Puccio (st. 2) e Daniele Raffaeli (st. 4).
- Comet (stagioni 2-4, 6): è un clone al servizio del comandante Wolffe nella squadra Wolfpack, un'unità del 104º Battaglione d'attacco del Grand'Esercito della Repubblica, guidata dal Generale Plo Koon. Partecipò alla Battaglia di Khorm, di Felucia e di Lola Sayu e anche al salvataggio di Anakin Skywalker e Mace Windu su Vanqor. In seguito partecipò alla battaglia di Kadavo. In inglese è doppiato da Dee Bradley Baker, mentre in italiano da Alessandro Ballico.
- Poggle il Minore (stagione 2): è l'arciduca del pianeta Geonosis. Furbo e sleale, dopo esser salito al trono del suo pianeta, decide di unirsi al Conte Dooku e al suo movimento separatista. Su Cato Neimodia, Poggle progettò una nuova fonderia droide su Geonosis insieme al Senatore Lott Dod della Federazione dei Mercanti. Tuttavia, i progetti della fonderia vennero rubati da Padmé Amidala e consegnati alla Repubblica, che distrusse in seguito la fonderia. Dopo essere stato prigioniero della Repubblica, riuscì a scappare riprendendo il suo ruolo di leader di Geonosis. In inglese è doppiato da Matthew Wood.
- Rush Clovis (stagioni 2, 6): è il senatore del pianeta Scipio, oltre che uno dei membri della Corporazione dei Banchieri. Viene ricordato per essere uno dei pretendenti della senatrice Padmé Amidala. Fa la sua prima apparizione nell'episodio Una spia nel senato, in cui stringe un'amicizia con i Separatisti e con il leader geonosiano Poggle il Minore. Ritorna nella sesta stagione in cui viene messo a capo del Clan Bancario da Dooku, il quale voleva utilizzarlo per abbassare il tasso degli interessi che i Separatisti dovevano alle banche e alzare quelli della Repubblica. Decide di sacrificarsi per permettere a Anakin Skywalker di salvare Padmé, che sosteneva il peso di entrambi sospesi nel vuoto. In inglese è doppiato da Robin Atkin Downes, mentre in italiano dapprima da Andrea Mete (st. 2) e da Guido Di Naccio (st. 6).
- Bossk (stagioni 2-4): di razza trandoshan, Bossk è uno dei più potenti cacciatore di taglie. Iniziò la carriera come cacciatore di wookiee. Durante le guerre dei cloni il giovane Boba Fett viene a far parte dell'equipaggio di un socio di Jango Fett: Aurra Sing, la quale ha nel gruppo Bossk e Castas. Così si dà inizio ad una spietata caccia al Jedi Mace Windu, ma la missione fallisce e Bossk finisce in prigione insieme a Boba. In inglese è doppiato da Dee Bradley Baker.
- Almec (stagioni 2-3, 5, 7): è il primo ministro su Mandalore durante le guerre dei cloni. È un membro del gruppo dei Nuovi Mandaloriani. Compare per la prima volta, nell'episodio La ronda della morte della seconda stagione. In inglese è doppiato da Julian Holloway, mentre in italiano da Pierluigi Astore (st. 2-5) e da Dario Penne (st. 7).
- Pre Vizsla (stagioni 2, 4-5): inizialmente il governatore della luna Concordia di Mandalore, si rivela essere il leader della Ronda della Morte, un gruppo di scissionisti Mandaloriani. Fa la sua prima apparizione nella seconda stagione, nell'episodio La ronda della morte. Il suo scopo è quello di conquistare Mandalore e farlo ritornare il pianeta bellicoso di un tempo, dato che la duchessa Satine lo aveva reso profondamente pacifista. Dopo aver salvato Darth Maul e il fratello Savage Opress, alla deriva nello spazio, stringe un'alleanza con essi ma verrà decapitato da Maul, che lo aveva sfidato a duello per il trono di Mandalore. In inglese è doppiato da Jon Favreau, mentre in italiano da Sergio Lucchetti e da Mario Bombardieri (solo episodio 2x13).
- Satine Kryze (stagioni 2-5): è la duchessa di Mandalore e leader dei Nuovi Mandaloriani. Durante la guerra civile Mandaloriana conobbe il Jedi Obi-Wan Kenobi, con il quale ebbe un legame affettivo. Si batté a lungo per restare neutrale alle guerre dei cloni come capo del consiglio dei Sistemi Neutrali. Dopo essere stata destituita dalla Ronda della Morte, viene uccisa da Darth Maul davanti a Obi-Wan, come sua personale vendetta. In inglese è doppiata da Anna Graves, in italiano da Deborah Ciccorelli.
- Embo (stagioni 2-6): è un cacciatore di taglie di specie Kyuzo, leale alla famiglia Hutt. Molto serio e combattivo, è armato di un disco di metallo durissimo, che funge da scudo oltre che da copricapo, e di una balestra laser. Aiutò alcuni abitanti del pianeta Felucia, assieme ai Jedi Obi-Wan Kenobi e Anakin Skywalker e ad altri cacciatori di taglie, dal pirata weequay Hondo Ohnaka. In un secondo momento, partecipò al complotto per rapire il Cancelliere Palpatine su Naboo. Fu anche incaricato di rapire la senatrice Padmé Amidala su Scipio per ordine di Darth Sidious. In inglese è doppiato da Dave Filoni.
- Sugi (stagioni 2-5): è una cacciatrice di taglie zabrak affiliata al clan hutt. Difese però alcuni contadini di Felucia assieme a Embo, Rumi Paramita e Seripas dall'attacco del pirata Hondo Ohnaka. Successivamente, cercò di difendere il clan Hutt dall'attacco di Darth Maul, Pre Vizsla e Savage Opress ma fallì. Utilizza, oltre ad un blaster, un coltello, ed è brava a scagliarlo contro i nemici. In inglese è doppiata da Anna Graves, mentre in italiano da Irene Di Valmo (st. 2).
- Tan Divo (stagioni 2-3): è l'ispettore della polizia di Coruscant durante il periodo delle guerre dei cloni. Ha lavorato in molti diversi tipi di casi, tra cui rapimento e omicidio. Fa la sua prima apparizione nell'episodio La guerra del senato, in cui indaga sulla misteriosa morte del senatore rodiano Onaconda Farr. In inglese è doppiato da Tom Kenny.

### Introdotti nella terza stagione
- Savage Opress (stagioni 3-5): nato su Dathomir, Savage Opress fa la sua prima apparizione nella terza stagione nell'episodio La vendetta, in cui viene scelto come sicario da Asajj Ventress. Quest'ultima, assetata di vendetta, vuole inviare Savage a Dooku facendogli credere di avere un nuovo apprendista ma il Sith non è a conoscenza del fatto che Asajj ha il controllo su Savage. Questo però, si ribellerà ad entrambi i suoi maestri, per andare alla ricerca del fratello perduto: Darth Maul. Dopo essersi unito a lui, cercheranno insieme di seminare il terrore nella Galassia ma verranno fermati da Sidious, che ucciderà Savage pugnalandolo al petto.[35] In inglese è doppiato da Clancy Brown, mentre in italiano da Fabrizio Temperini.
- Talzin (stagioni 3-4, 6): anche detta Madre Talzin, è la matriarca del clan di streghe noto come le Sorelle della Notte di Dathomir durante le guerre dei cloni, nonché madre biologica del Signore dei Sith Darth Maul. Compare per la prima volta nell'episodio della terza stagione Le sorelle della notte in cui aiuta Asajj Ventress a vendicarsi di Dooku usando Savage Opress per ucciderlo. Madre Talzin aiutò lo stesso Savage donandogli un talismano, necessario per trovare suo fratello Maul. Qualche tempo dopo, le streghe di Dathomir furono sterminate dalla armate guidate da Grievous, ma Talzin e Ventress riuscirono a sopravvivere. Nel fumetto Star Wars: Darth Maul - Figlio di Dathomir, riesce a tornare e si scontra con Darth Sidious ma viene definitivamente distrutta, uccisa dalle spade laser di Grievous. In inglese è doppiata da Barbara Goodson e in italiano da Alessandra Gengarelli.
- Shaak Ti (stagioni 3-6): è una maestra Jedi di razza togruta, membro del consiglio Jedi. È comandante dell'esercito della Repubblica e gran generale durante le guerre dei cloni. In inglese è doppiata da Tasia Valenza, mentre in italiano da Daniela Calò.
- Even Piell (stagione 3): è un maestro Jedi e membro del consiglio Jedi. Fu catturato assieme al suo sottoposto, il capitano Tarkin, e rinchiuso in una prigione sul pianeta Lola Sayu, dove fu torturato dai droidi che intendevano estorcergli le coordinate iperspaziali del passaggio Nexus. Fu soccorso da Obi-Wan, Anakin e Ahsoka ma morì attaccato da un feroce Anooba. In punto di morte, Piell rivelò la metà delle informazioni segrete ad Ahsoka, chiedendole di riferirle solo al consiglio. Il suo corpo fu poi cremato nel fiume di lava del pianeta. In inglese è doppiato da Blair Bless.
- Qui-Gon Jinn (stagioni 3, 6): ucciso da Darth Maul, l'ex Maestro Jedi di Obi-Wan Kenobi, fa la sua apparizione nella serie come Fantasma di Forza. Nella terza stagione, sul misterioso pianeta Mortis, in cui dapprima informa Obi-Wan nell'episodio I guardiani della Forza e poi Anakin nell'episodio Lo specchio del futuro circa i tre esseri che credono, come Qui-Gon, che Anakin sia il Prescelto.[8][10] Ritorna come voce disincarnata a Yoda nell'episodio Voci della sesta stagione.[36] In inglese è doppiato da Liam Neeson (suo interprete nei film),[37][38] mentre in italiano dapprima da Gaetano Varcasia e in seguito da Enrico Di Troia (solo episodio 6x11).
- Quinlan Vos (stagioni 3, 6): è un Jedi e generale della Repubblica proveniente da Kiffu. Vos ha collaborato con Obi-Wan nella caccia a Ziro the Hutt, che era sfuggito dalle prigioni di Coruscant con l'aiuto di Cad Bane. I due riuscirono a localizzare l'hutt su Teth ma lo trovarono morto (poiché era stato ucciso poco prima da Sy Snootles); vi trovarono però Bane e cercarono di catturarlo ma il duros riuscì a fuggire, dopo averli sconfitti in un breve combattimento. In inglese è doppiato da Al Rodrigo, mentre in italiano da Riccardo Scarafoni.
- Saesee Tiin (stagioni 3-6): è un maestro Jedi, membro del consiglio Jedi. Fu mandato assieme al collega Plo Koon a salvare Even Piell, Obi-Wan, Anakin, Ahsoka e il capitano Tarkin sul pianeta Lola Sayu, riuscendo nell'impresa. In inglese è doppiato da Dee Bradley Baker.
- Wilhuff Tarkin (stagioni 3, 5): è uno dei capitani della Repubblica Galattica durante le guerre dei cloni. Fa la sua prima apparizione nell'episodio La cittadella della terza stagione, in cui è prigioniero insieme al Maestro Jedi Even Piell con il quale condivideva metà delle coordinate della rotta iperspaziale del passaggio Nexus, che avrebbe cambiato le sorti della guerra. In inglese è doppiato da Stephen Stanton, mentre in italiano da Enrico Pallini.
- Clone 99 (stagione 3): noto semplicemente come "99", era stato allevato per essere un clone ma subii delle malformazioni nel processo di clonazione. Inadatto per prestare servizio, lavora come addetto alle pulizie. Fece amicizia con la squadra "Domino", e li aiutò durante l'invasione dei Separatisti su Kamino. Nella battaglia perse la vita. In inglese è doppiato da Dee Bradley Baker, mentre in italiano da Alessandro Ballico.
- Lux Bonteri (stagioni 3-5): figlio di Mina Bonteri, senatrice Separatista di Onderon, e successivamente prese il posto della madre nel Senato galattico. Innamorato di Ahsoka, dopo la morte della madre per mano di Dooku, decise di unirsi temporaneamente alla Ronda della Morte, capeggiata dal leader Mandaloriano Pre Vizsla. In seguito farà ritorno sul suo pianeta natale per aiutare un gruppo di ribelli, a liberare il suo popolo dal dominio dei Separatisti. Non appena ritornò al potere, il re nominò Lux senatore di Onderon e, in via definitiva, il giovane decise di unirsi alla Repubblica. In inglese è doppiato da Jason Spisak, mentre in italiano da Gabriele Patriarca.
- Mina Bonteri (stagioni 3, 5): madre di Lux Bonteri, è la senatrice Separatista di Onderon, un tempo facente parte del Senato galattico. Fa la sua prima apparizione Eroi su entrambi i lati, in cui viene contattata dall'amica Padmé Amidala nel tentativo di mediare una pace tra la Repubblica e la Confederazione. Così Mina propose un voto al parlamento per iniziare dei colloqui di pace con il Senato. Questa proposta fu accettata, ma ben presto gli sforzi di Mina si rivelarono inutili a causa di un attentato terroristico su Coruscant, organizzato da Dooku e Grievous. Bonteri morì poco dopo questo fatto, e Dooku addossò la colpa alla Repubblica, fomentando così i malumori tra le due fazioni. In inglese è doppiata da Kath Soucie.
- Chewbecca (stagione 3): di razza Wookiee, il futuro co-pilota del Millennium Falcon, fa la sua unica apparizione nell'ultimo episodio della terza stagione, Lottare per sopravvivere. Catturato da dei cacciatori trandoshani, è stato lasciato sulla luna di Trandosha Wasskah per cercare di essere nuovamente catturato da questi; qui incontra Ahsoka Tano e altri due padawan e con loro, grazie anche all'aiuto di altri wookiee, riesce a sconfiggere i trandoshani e a fuggire dal pianeta. In inglese è doppiato da Peter Mayhew (suo storico interprete nella saga).
- Figlio (stagione 3): è il principale antagonista della trilogia di Mortis, membro di una famiglia molto potente in grado di manipolare la Forza sul pianeta Mortis. Quando gli Jedi Obi-Wan Kenobi, Anakin Skywalker e Ahsoka Tano visitano il pianeta, il figlio entra in conflitto con la sorella, la Figlia, mentre il Padre tenta di fermare il loro scontro.[9][10] È doppiato in lingua originale da Sam Witwer, doppiatore di Darth Maul nella serie e di Starkiller nel gioco Star Wars: Il potere della Forza. In inglese è doppiato da Sam Witwer, mentre in italiano da Carlo Scipioni.
- Figlia (stagione 3): è una donna, membro di una famiglia che vive su Mortis, pianeta che rappresenta la Forza. Insieme al Fratello, per conto del Padre, cattura Ahsoka Tano, per costringere Anakin Skywalker a liberarli usando la Forza.[8] Nel tentativo di proteggere il Padre dal fratello, si sacrifica facendosi uccidere, tramite una pugnalata al petto.[9] In inglese è doppiata da Adrienne Wilkinson e in italiano da Cinzia Villari.
- Shmi Skywalker (stagione 3): madre di Anakin Skywalker, compare unicamente in un episodio della terza stagione, durante il quale si rivela essere in realtà il Figlio che aveva preso le sembianze di Shmi. In inglese è doppiata da Pernilla August (sua interprete nei film).
- Sy Snootles (stagioni 3-4): è una robusta pa'lowick, cantante e membro originale della band. Lavora come spia per più di una dozzina di nemici di Jabba in cambio di crediti, ma poi funziona come un doppio agente, dando loro false informazioni fornite da Bib Fortuna. Non teme inoltre di sporcarsi le mani quando uccide Ziro the Hutt per portare a Jabba un libro che infanga gli altri leader Hutt. In inglese è doppiata da Nika Futterman.
- Greedo (stagione 3): cacciatore di taglie rodiano, nella puntata Sfera di influenza della terza stagione, venne assunto dalla Federazione dei Mercanti per rapire Chi Eekway e Che Amanwe, le figlie del Barone Papanoida di Pantora, ma fu costretto dal Barone e dal figlio Ion a condurli da loro. In inglese è doppiato da Tom Kenny, mentre in italiano da Vladimiro Conti.
- Padre (stagione 3): è un vecchio uomo sensibile alla Forza, che vive con il Figlio e la Figlia su Mortis, un luogo in cui è concentrata tutta la Forza. Dopo aver attirato sul suo pianeta i Jedi Obi-Wan Kenobi, Ahsoka Tano e Anakin Skywalker, vuole accertarsi che quest'ultimo sia davvero il "Prescelto" della Profezia, ovvero colui che riporterà l'equilibrio nella Forza, mettendolo alla prova.[8] Dopo aver fallito nel proteggere la Figlia dal Figlio,[9] si è ucciso causando la distruzione del tempio.[10] In inglese è doppiato da Lloyd Sherr, mentre in italiano da Luca Biagini.

### Introdotti nella quarta stagione
- Darth Maul (stagioni 4[39]-5, 7): ex allievo di Darth Sidious, Darth Maul è un dathomiriano nato sul pianeta Dathomir. Dopo la sua prima apparizione in La minaccia fantasma, è sopravvissuto in una discarica dopo che il Jedi Obi-Wan Kenobi lo ha lasciato sprovvisto degli arti inferiori. Fa il suo ritorno ufficiale nell'episodio Fratelli della quarta stagione. Grazie al fratello Savage Opress, riuscirà a riacquistare i ricordi per ordire la sua vendetta contro Obi-Wan,[40][41] conquistando il pianeta Mandalore e uccidendo la duchessa Satine, ex fiamma del Jedi.[35] Viene sconfitto da Sidious che, dopo aver ucciso Savage, deciderà però di risparmiargli la vita.[35] Nel fumetto Star Wars: Darth Maul - Figlio di Dathomir, si scontrerà nuovamente con il suo vecchio maestro ed uscirà sconfitto ma riuscirà a fuggire. Nella settima stagione diviene il leader supremo di una potente organizzazione criminale, nota come l'Alba Cremisi (Crimson Dawn). In inglese è doppiato da Sam Witwer e interpretato da Ray Park,[17] mentre in italiano è doppiato da Edoardo Stoppacciaro.
- Bo-Katan Kryze (stagioni 4-5, 7): è una mandaloriana che ha lavorato sotto il comando di Pre Vizsla, leader della Ronda della Morte, con il ruolo di tenente. Bo-Katan è inoltre il capo del gruppo mandaloriano chiamato i Nite Owls (Gufi notturni), una squadra scissionista dalla Ronda della Morte. È conosciuta anche per essere la sorella della duchessa Satine Kryze, anche se le due non sono in buoni rapporti. In inglese è doppiata da Katee Sackhoff e in italiano da Giada Arcangeli nella quinta stagione e da Valentina Perrella nella settima stagione.[42]
- Moralo Eval (stagione 4): è un cacciatore di taglie proveniente da Phindar. È un essere perfido e spregevole; in giovane età arrivò ad uccidere persino sua madre, giustificando il gesto alla polizia dicendo che lo aveva fatto per ammazzare la noia. Era solito spesso parlare di sé in terza persona. Fa il suo esordio nella puntata Il volto dell'inganno, in cui riesce a fuggire di prigione insieme a Cad Bane e Rako Hardeen (che in realtà è Obi-Wan Kenobi). Partecipa al complotto per tentare di rapire il Cancelliere Palpatine, ma in seguito venne arrestato. In inglese è doppiato da Stephen Stanton, mentre in italiano da Gerolamo Alchieri.
- Rako Hardeen (stagione 4): è un cacciatore di taglie nativo di Concord Dawn, lo stesso pianeta natale di Jango Fett. Fu catturato da Mace Windu e Obi-Wan Kenobi per fare in modo che quest'ultimo prendesse le sembianze del cacciatore di taglie, per ingannare Cad Bane e Moralo Eval. In inglese è doppiato da James Arnold Taylor, mentre in italiano da Massimo Bitossi.
- Gial Ackbar (stagione 4): è un alieno della razza mon calamari, proveniente dal pianeta omonimo. Fa la sua prima apparizione, nel primo episodio della quarta stagione Guerra negli abissi. In veste di comandante deve difendere il suo pianeta dall'invasione dei Separatisti del malvagio Conte Dooku, alleati con i quarren (anch'essi abitanti di Mon Calamari e nemici giurati dei calamariani) e comandati dallo spietato generale karkarodon Riff Tamson. Grazie all'aiuto di Anakin Skywalker, Ahsoka Tano e Kit Fisto, oltre che dell'armata gungan arrivata in loro soccorso, i calamariani riuscirono a vincere portando la libertà sotto il regno del giovane Re Lee-Char. In inglese è doppiato da Artt Butler, mentre in italiano da Gianluca Machelli.
- Pong Krell (stagione 4): è un maestro Jedi besalisk che viene promosso generale della Repubblica Galattica durante le guerre dei cloni. Krell è famoso a causa della sua aggressività: le sue quattro braccia, infatti, gli permettono di fare uso di due spade laser a doppia lama, di colore blu e verde. Per non aver rispettato i suoi ordini, decide di giustiziare due cloni ma gli altri soldati si ribellano e lo arrestano per alto tradimento. Dopo aver rivelato di essere un traditore della Repubblica, e che presto sarebbe diventato apprendista di Dooku, viene ucciso dal clone Dogma. In inglese è doppiato da Dave Fennoy, mentre in italiano da Roberto Draghetti.
- Dogma (stagione 4): è un clone soldato al servizio del capitano Rex della Compagnia Torrent, un'unità della 501ª Legione d'attacco del Grand'Esercito della Repubblica, guidata dal Generale Anakin Skywalker. Ha preso parte alla battaglia di Umbara insieme a molti membri chiave della Legione 501. Dogma è stato uno dei pochi cloni ad aver eseguito le strategie di battaglia rischiose del Generale Jedi Pong Krell. In inglese è doppiato da Dee Bradley Baker, mentre in italiano da Alessandro Ballico.
- Tup (stagioni 4, 6): CT-5385, soprannominato "Tup", è un clone soldato al servizio del capitano Rex della Compagnia Torrent, un'unità della 501ª Legione d'attacco del Grand'Esercito della Repubblica, guidata dal Generale Anakin Skywalker. Nella puntata L'ignoto, primo episodio della sesta stagione, Tup uccide in circostanze misteriose la Maestra Jedi Tiplar. Inviato per maggiori controlli su Kamino, morì in seguito alla rimozione di una specie di "tumore". In inglese è doppiato da Dee Bradley Baker, mentre in italiano da Alessandro Ballico.
- Riff Tamson (stagione 4): è un leader separatista karkarodon. Guida l'attacco al sistema di Mon Cala, compresa la guerra civile che ne seguì tra i quarren e mon calamari. È stato aiutato dal Conte Dooku e dal leader dei quarren Nossor Ri. Viene ucciso dal principe Lee Char, che vendica la morte del padre da parte del comandante separatista. In inglese è doppiato da Gary Anthony Williams, mentre in italiano da Guido Di Naccio.
- Roos Tarpals (stagione 4): è uno dei capi dell'armata gungan e amico storico di Jar Jar Binks. Decisivo fu anche il suo intervento, durante le guerre dei cloni, nella battaglia di Mon Cala, dove guidò l'armata gungan contro le armate di droidi della Confederazione dei Sistemi Indipendenti, aiutando i calamariani guidati dall'ammiraglio Gial Ackbar e dai Jedi Anakin Skywalker, Ahsoka Tano e Kit Fisto. Muore ucciso da Grievous con un elettro-picca, ma nonostante ciò, però, Roos riuscì ad immobilizzare Grievous, in modo tale che i gungan potessero stordirlo. In inglese è doppiato da Fred Tatasciore.
- Dengar (stagioni 4-5): è un cacciatore di taglie a cui viene affidato un importante incarico su Quarzite insieme a Bossk, Boba Fett, Latts Razzi, C-21 Highsinger e Asajj Ventress. I sei dovevano trasportare su di un treno Pluma Sodi (la sorella di un Kage del luogo, Krismo Sodi), finita ingiustamente in sposa al tiranno locale di specie Belugan, Otua Blank, ma Bossk, Latts, C-21 e lo stesso Dengar verranno buttati fuori dal treno a seguito dell'attacco di un commando di Kage, decisi a liberare la prigioniera. In inglese è doppiato da Simon Pegg.

### Introdotti nella quinta stagione
- Byph (stagioni 5-6): è un iniziato Jedi ithoriano. Fa il suo esordio nella puntata La messe della quinta stagione in cui, insieme agli altri apprendisti più promettenti, si reca su Ilum con il Maestro Yoda e Ahsoka Tano per costruire la sua spada laser. Nell'episodio Destino della sesta stagione, compare in visione a Yoda insieme a Ganodi, Gungi, Katooni, Petro e Zatt. In inglese è doppiato da Dee Bradley Baker.
- Ganodi (stagioni 5-6): è una iniziata Jedi rodiana. Compare per la prima volta nell'episodio La messe in cui, insieme agli allievi più promettenti, viene portata dal Maestro Yoda e da Ahsoka Tano su Ilum per trovare il cristallo Kyber per costruire la sua spada laser. Nell'episodio Destino della sesta stagione, compare in visione a Yoda insieme a Byph, Gungi, Katooni, Petro e Zatt. In inglese è doppiata da Georgina Cordova, mentre in italiano da Veronica Puccio.
- Gungi (stagioni 5-6): è un iniziato Jedi di razza Wookiee. Nella puntata La messe, Gungi, insieme ad altri promettenti apprendisti, si reca su Ilum con il Maestro Yoda e Ahsoka Tano per costruirsi la sua spada laser. La sua prova è stata quello di imparare e utilizzare la pazienza al fine di raccogliere il suo cristallo Kyber, che era situato su un'isola nel mezzo di un lago all'interno di grotta; ha dovuto attendere che gelasse, prima di recuperare il cristallo. Ha creato una spada laser verde con un'impugnatura in legno. Nell'episodio Destino della sesta stagione, compare in visione a Yoda insieme a Byph, Ganodi, Katooni, Petro e Zatt.
- Katooni (stagioni 5-6): è una iniziata Jedi di razza Tholothiana. Fa la sua prima apparizione nella quinta stagione, nell'episodio La messe. In questa puntata, si reca su Ilum con il Maestro Yoda e Ahsoka Tano, insieme agli altri giovani apprendisti promettenti, per cercare il cristallo Kyber, necessario per costruire la spada laser. Katooni è stata l'Iniziata Jedi che ha impiegato maggior tempo nel costruirsi la spada laser. Nell'episodio Destino della sesta stagione, compare in visione a Yoda insieme a Byph, Ganodi, Gungi, Petro e Zatt. In inglese è doppiata da Olivia Hack.
- Petro (stagioni 5-6): è un iniziato Jedi umano. Nella puntata La messe, viene portato su Ilum, insieme agli allievi Jedi più promettenti, dal Maestro Yoda e da Ahsoka Tano per cercare di trovare il cristallo Kyber, che permette di costruire la spada laser. Nell'episodio Destino della sesta stagione, compare in visione a Yoda insieme a Byph, Ganodi, Gungi, Katooni e Zatt. In inglese è doppiato da Jeff Fischer, mentre in italiano da Alex Polidori.
- Zatt (stagioni 5-6): è un iniziato Jedi nautolano. Compare per la prima volta nell'episodio La messe, che lo vede partire su Ilum, insieme ai migliori apprendisti Jedi, con il Maestro Yoda e Ahsoka Tano per cercare di trovare il cristallo Kyber, che permette la costruzione della spada laser. Nell'episodio Destino della sesta stagione, compare in visione a Yoda insieme a Byph, Ganodi, Gungi, Katooni e Petro. In inglese è doppiato da Greg Cipes, mentre in italiano da Gabriele Patriarca.
- Huyang (stagione 5): è un architetto droide Mark IV che, per un migliaio di generazioni, aveva insegnato ai giovani Jedi, tra cui il futuro Gran Maestro Yoda, come costruire la propria spada laser.[43] In inglese è doppiato da David Tennant, mentre in italiano da Oliviero Dinelli.
- Gregor (stagione 5): CC-5576-39, noto anche come "Gregor", fa la sua prima apparizione nella puntata Disperso in azione, della quinta stagione. Era un clone e capitano, fino a quando un atterraggio di fortuna sul pianeta Abafar, sotto controllo Separatista, non gli fece perdere la memoria. Alcuni droidi della Repubblica, tra cui il droide di Anakin Skywalker R2-D2, atterrati casualmente sul pianeta, lo aiutano a recuperare la memoria. Combatte i Separatisti mentre cerca di salvare i droidi repubblicani e permettendogli di salvarsi su una nave repubblicana. In inglese è doppiato da Dee Bradley Baker, mentre in italiano da Alessandro Ballico.
- Steela Gerrera (stagione 5): sorella minore di Saw, è un membro dei ribelli di Onderon che combatte contro il re Sanjay Rash e l'occupazione Separatista del suo pianeta. Nell'episodio Il punto critico, Steela rimane uccisa durante la battaglia ma i ribelli riconquistano ugualmente la libertà ad Onderon. In inglese è doppiata da Dawn-Lyen Gardner, mentre in italiano da Alessia Amendola.
- Saw Gerrera (stagione 5): è un membro di punta dei ribelli di Onderon, fratello di Steela, che combatte nella ribellione per riprendere il controllo di Onderon, strappandolo dalle mani del re Separatista Sanjay Rash. Fa la sua prima apparizione nell'episodio Guerra su due fronti della quinta stagione. In inglese è doppiato da Andrew Kishino, mentre in italiano da Paolo De Santis.

### Introdotti nella sesta stagione
- Darth Bane (stagione 6):  fu uno dei più importanti Signori Oscuri dei Sith, che riformò l'Ordine e creò la Regola dei Due. Appare su Moraband in visione a Yoda, nell'ultima puntata della sesta stagione.[44] In inglese è doppiato da Mark Hamill (interprete di Luke Skywalker nei film).[4]
- Finis Valorum (stagione 6): ha ricoperto il ruolo di Cancelliere Supremo della Repubblica Galattica, fin quando non è stato sostituito da Palpatine. Compare brevemente nella puntata Quella perduta della sesta stagione, in cui Yoda gli fa visita chiedendogli informazioni sulla missione segreta nella quale, tempo addietro, aveva inviato il Maestro Jedi Sifo-Dyas, poco prima della fine della sua carriera politica, su Oba Diah per trattare con il sindacato Pyke.[45] In inglese è doppiato da Ian Ruskin, mentre in italiano da Antonio Sanna.

### Introdotti nella settima stagione
- Crosshair (stagione 7): è un clone commando al servizio della Clone Force 99, informalmente chiamata Bad Batch, una squadra d'élite di cloni commando. Insieme agli altri membri della Clone Force 99, hanno delle mutazioni genetiche che gli rendono superiori sul campo di battaglia. Crosshair, è un tiratore scelto. In inglese è doppiato da Dee Bradley Baker, mentre in italiano da Alessandro Ballico.
- Hunter (stagione 7): è un clone sergente commando al servizio della Clone Force 99, informalmente chiamata Bad Batch, una squadra d'élite di cloni commando. Egli, come gli altri membri della squadra, è stato geneticamente modificato ed è in grado di rilevare le onde elettromagnetiche nel campo. In inglese è doppiato da Dee Bradley Baker, mentre in italiano da Alessandro Ballico.
- Tech (stagione 7): è un clone commando al servizio della Clone Force 99, informalmente chiamata Bad Batch, una squadra d'élite di cloni commando. È stato geneticamente modificato, insieme agli altri componenti della Clone Force 99, ed è il tecnico del gruppo, esperto nell'hackerare i sistemi. In inglese è doppiato da Dee Bradley Baker, mentre in italiano da Alessandro Ballico.
- Wrecker (stagione 7): è un clone commando al servizio della Clone Force 99, informalmente chiamata Bad Batch, una squadra d'élite di cloni commando. Come tutti i membri della Clone Force 99, anche Wrecker ha subito delle modifiche genetiche: nel suo caso è dotato di una forza fisica straordinaria. In inglese è doppiato da Dee Bradley Baker, mentre in italiano da Alessandro Ballico.